# Dicranum tubulifolium
Dicranum tubulifolium är en bladmossart som beskrevs av Robert Root Ireland 1984 [1985. Dicranum tubulifolium ingår i släktet kvastmossor, och familjen Dicranaceae. Inga underarter finns listade i Catalogue of Life.